# Johnny Mnemonic (film)
Johnny Mnemonic este un film SF de acțiune americano-canadian din 1995 regizat de Robert Longo (debut regizoral). În rolurile principale joacă actorii Keanu Reeves, Dina Meyer, Ice-T și Takeshi Kitano.

## Prezentare
"Johnny Mnemonic" este un traficant de date care și-a implantat în cap un sistem de stocare a datelor. Povestea filmului are loc în anul 2021 când întreaga lume este conectată la un gigantic Internet și jumătate din populație are sindromul atenuării nervoase. Johnny Mnemonic trebuie să livreze un pachet de date din Beijing la Newark înainte de a muri din cauza supraîncărcării (pachetul are mai mult de 80 de GB cât este capacitatea sa maximă de stocare).  În același timp încearcă să nu fie ucis de Yakuza.

## Distribuție
- Keanu Reeves - Johnny Mnemonic
- Dina Meyer - Jane
- Ice-T - J-Bone
- Takeshi Kitano - Takahashi
- Denis Akiyama - Shinji
- Dolph Lundgren - Karl Honig
- Henry Rollins - Spider
- Barbara Sukowa - Anna Kalmann
- Udo Kier - Ralfi
- Tracy Tweed - Pretty
- Falconer Abraham - Yomamma
- Don Francks - Hooky
- Diego Chambers - Henson
- Sherry Miller - Secretara lui Takahashi
- Arthur Eng - Viet

## Vezi și
- Chrome (culegere de povestiri)